# Gastronomía de Islandia

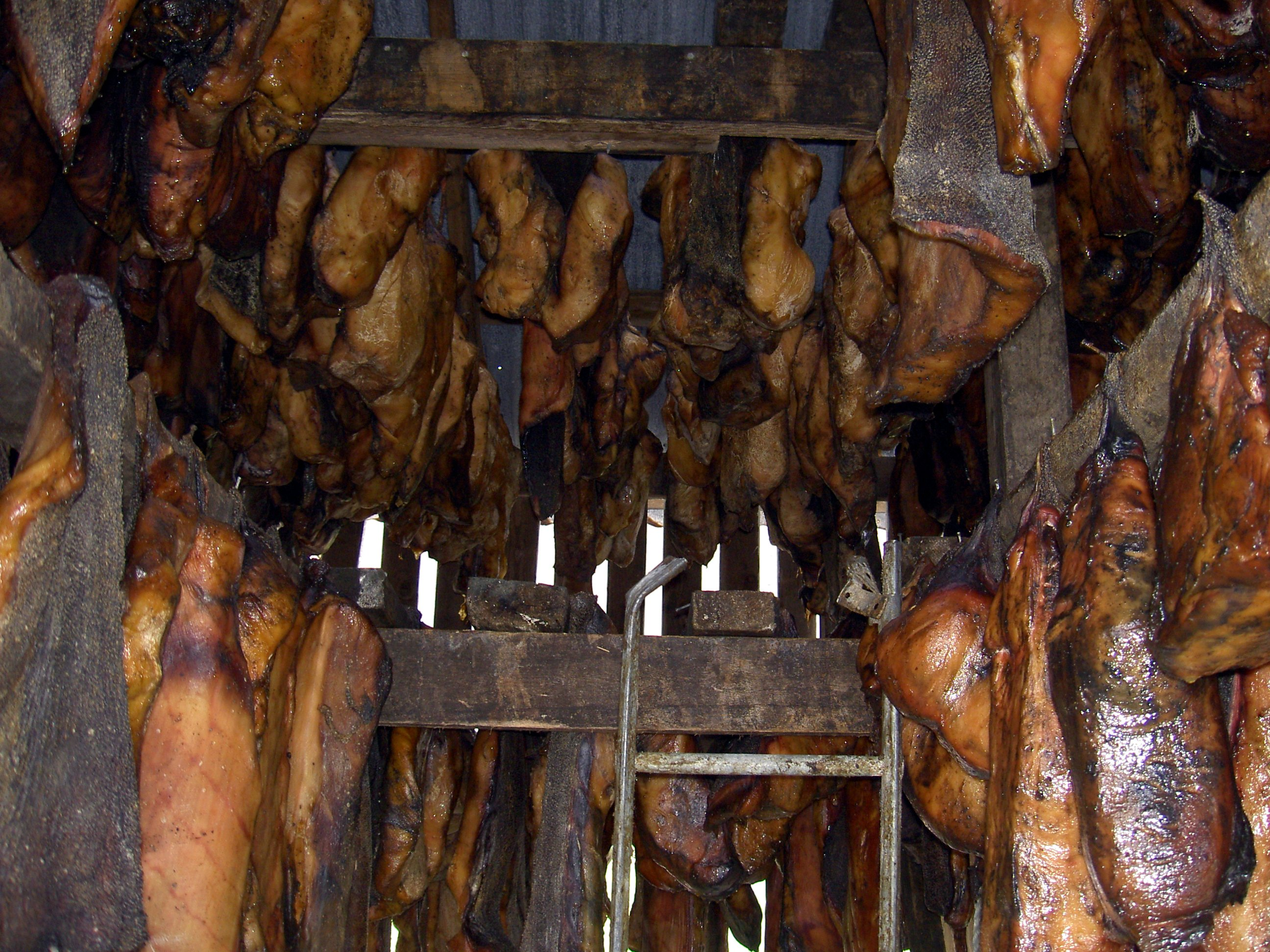
Hákarl islandés curándose.

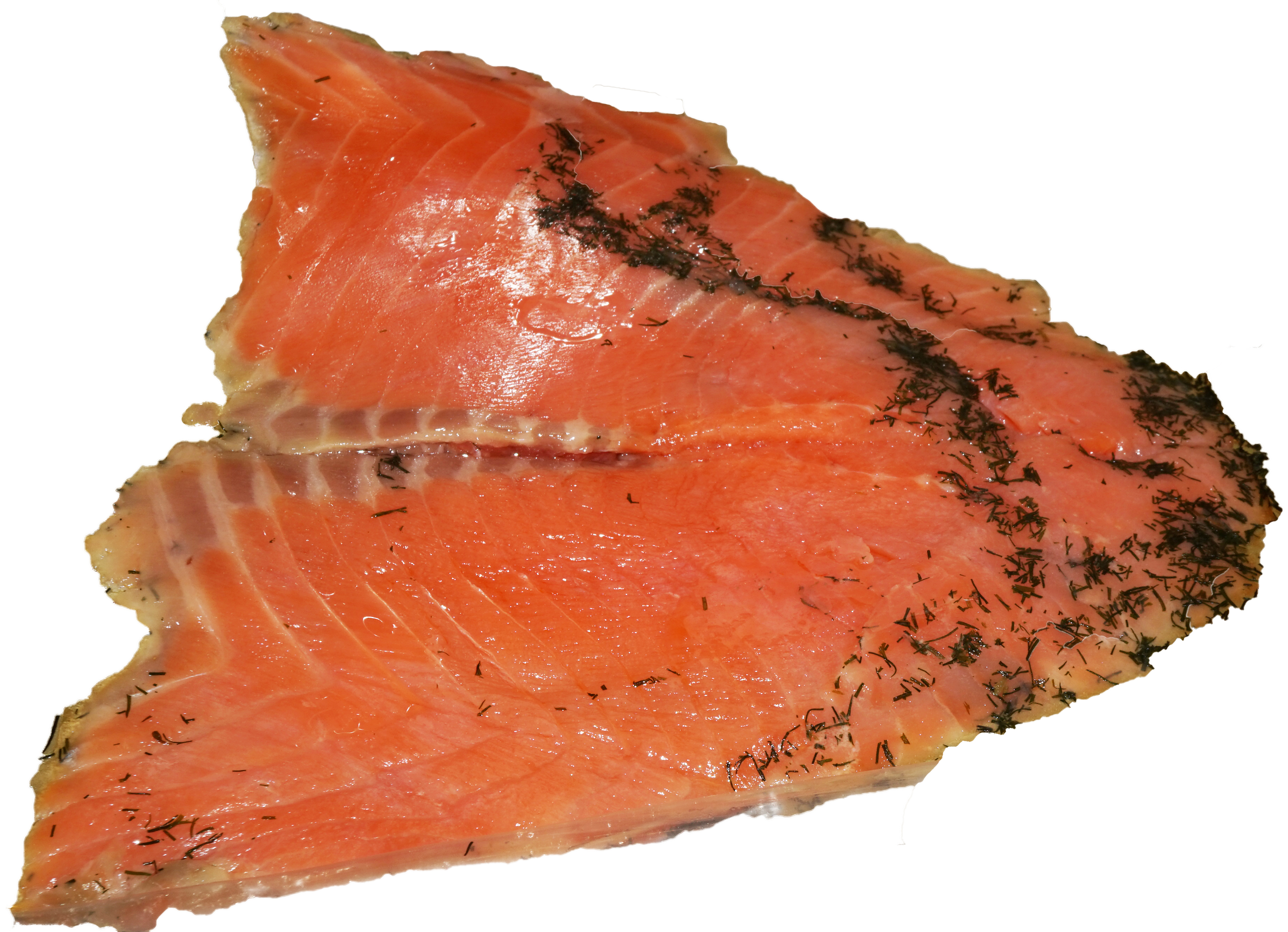
Gravlax

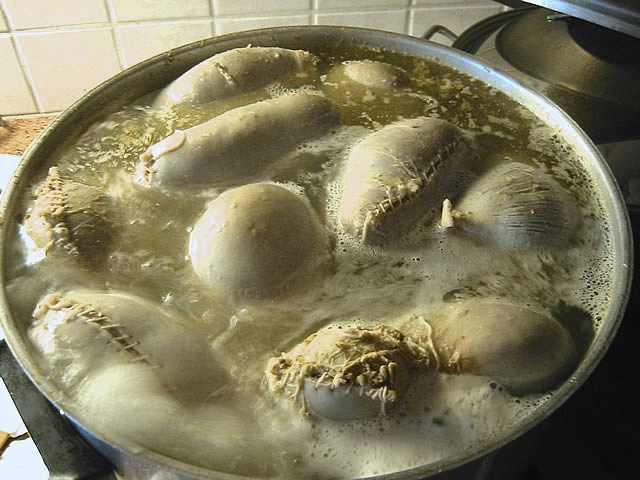
Lifrarpylsa: salchicha de hígado, cociéndose en una olla.

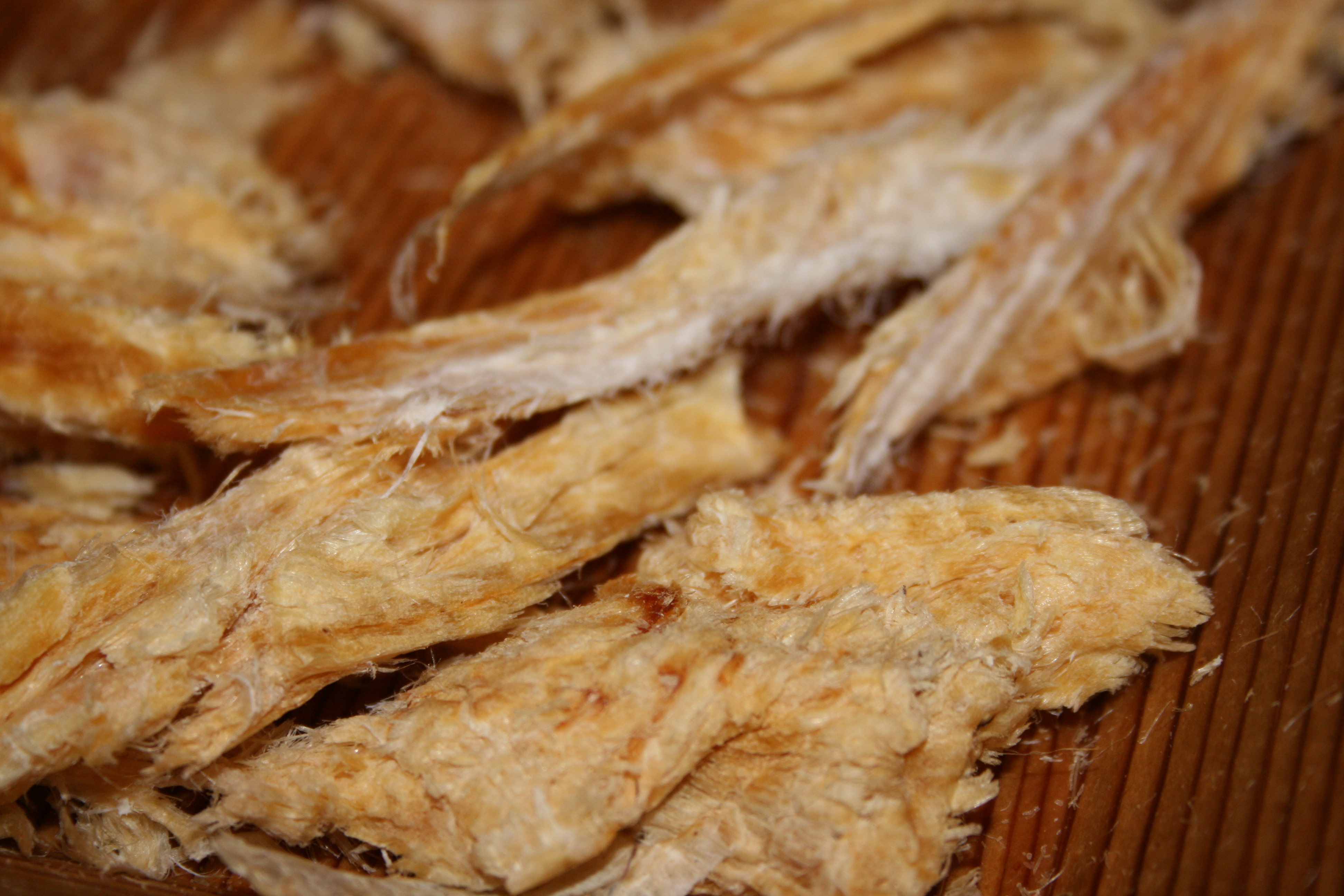
Harðfiskur: pescado secado al viento.

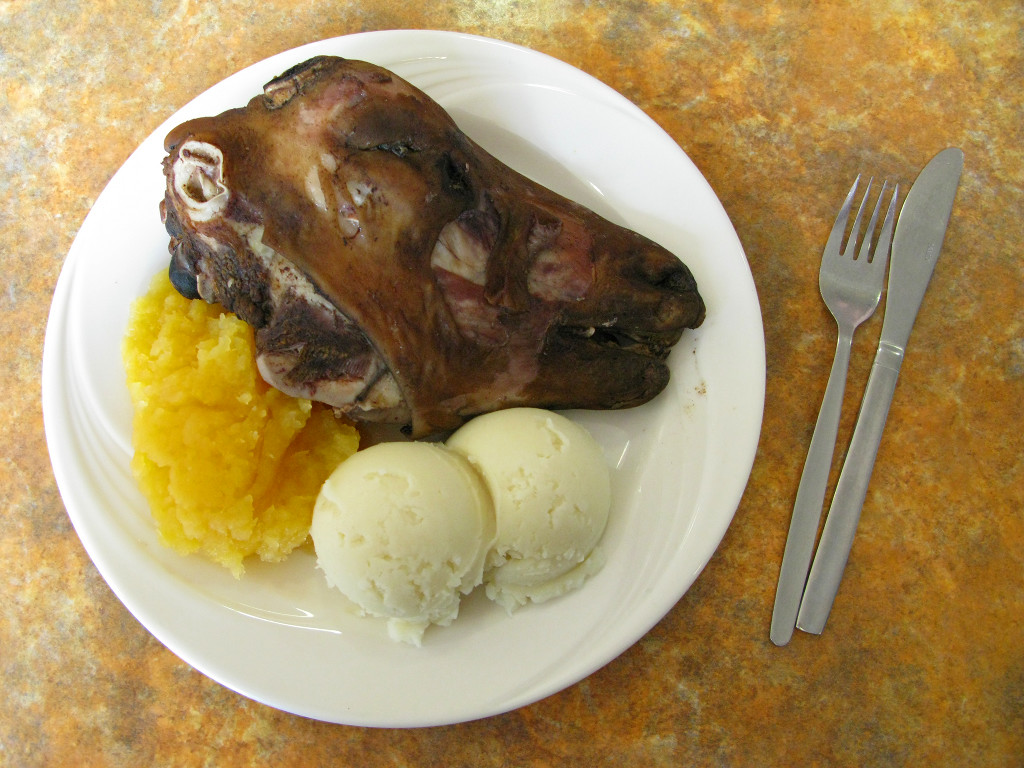
Svið: cabeza de oveja hervida, servida con puré de patatas y nabos.

La gastronomía de Islandia es una cocina establecida en dos vertientes principales, por un lado la adoración por el pescado, por el otro por las carnes (especialmente cordero). Gran parte de los métodos de cocina son tradicionales, pero puede notarse una influencia de la cocina noruega en algunos de los platos. Uno de los platos más populares es el Þorramatur.

## Ingredientes

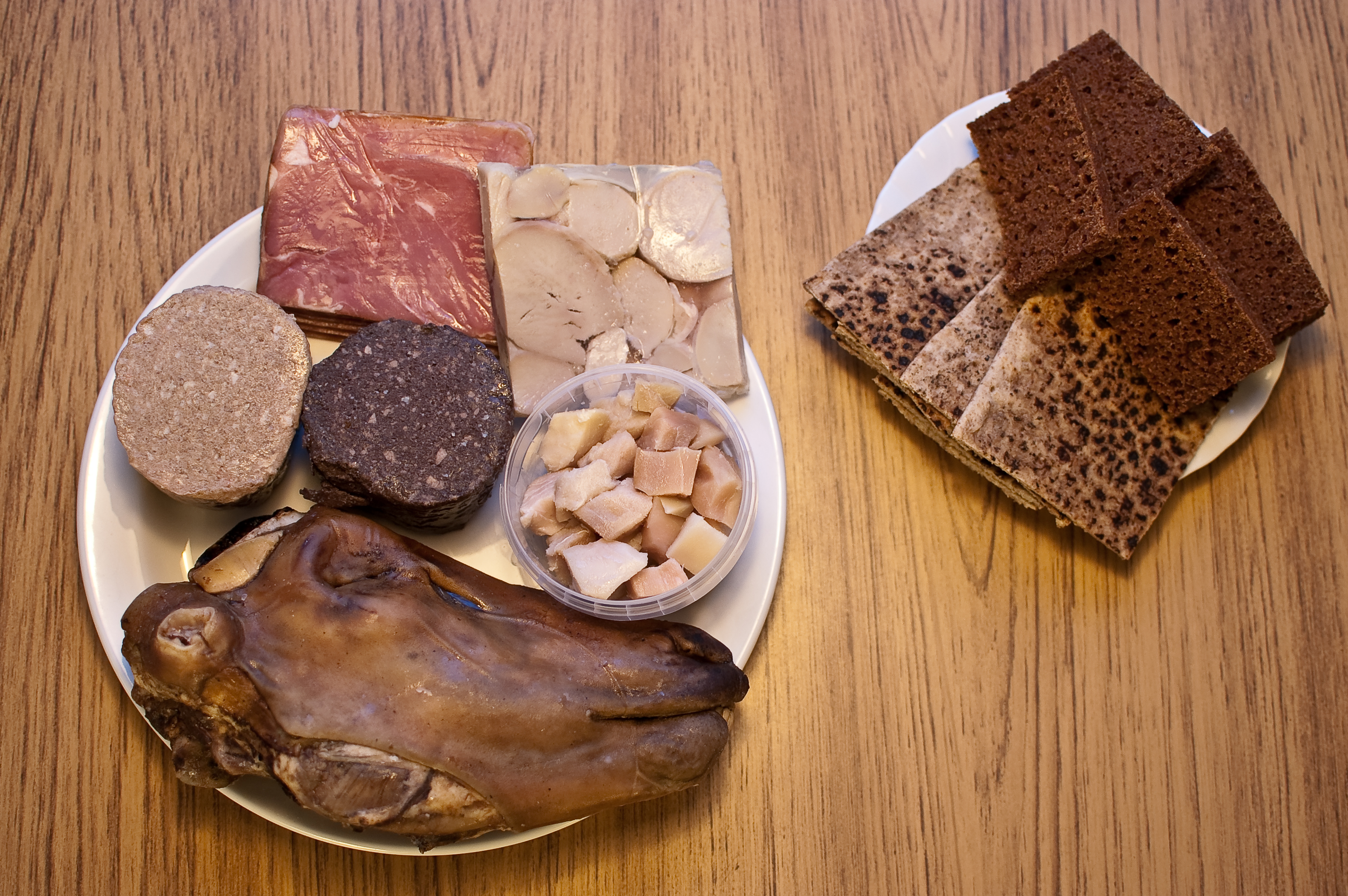
Algunos alimentos tradicionales islandeses (plato de la izquierda: Hangikjöt, Hrútspungar, Lifrarpylsa, Blóðmör, Hákarl, Svið. plato de la derecha: Rúgbrauð, Flatbrauð)

Independiente del ingrediente pescado o carne es muy general el empleo de conservación de los alimentos en secado (þurrkun) mediante salazón (söltun), el ahumado (reyking), el marinado y en algunas ocasiones fermentando (kæsing).

### Pescados
Este es el ingrediente más importante de esta gastronomía y uno de los puntos fuertes de la economía ya que posee una fuerte industria pesquera, el pescado seco (Harðfiskur) por diferentes medios es muy habitual en la cocina islandesa. Existen diferentes tipos de pescados, desde el tiburón (forma parte de un plato tradicional denominado hákarl), el salmón ahumado (servido a menudo en los gravlax) y conocido internacionalmente, el bacalao (supone una de las mayores capturas de Islandia) del que algunas partes como el hígado son consideradas auténticas delicias, el carbonero, el arenque. 
Existe no obstante una gran cantidad de platos elaborados con especies autóctonas como el bleikja que es una trucha ártica, harðfiskur que es el fletán, etc.
Los pescados se elaboran de diferentes formas, están las sopas de pescado (Fiskisúpa), las albóndigas de pescado (Fiskibollur ), en ensaldas (como las de arenque: Síldarsalat), cocido en "migas" ( Steiktur fiskur í raspi), en aperitivos (Grafinn Lax), guisados en forma de potaje (Ofnsteiktur fiskur), etc. la variedad de formas es bastante numerosa.

### Carnes
No existen las carnes de animales de ganadería. No obstante la más abundante es la de cordero. La carne generalmente se suele ahumar (Hangikjöt) para su mejor conservación (como el hratt hangikjöt carnero ahumado), o en patés (Lambakæfa, paté de cordero). También se usa en algunos platos tradicionales como el svie (cabeza ahumada de cordero, denominada Svið og sviðasulta). Los asados son populares, uno de los más conocidos es el Sunnudags-lambasteik, que es una especie de Sunday roast tradicional. También es común el consumo de la carne y la grasa de ballena.
La carne de caza está disponible sólo en los meses de primavera y verano, siendo la más representativa la de reno.
Un plato típico es la carne del lundi frailecillo, un ave ártica.

### Verduras
Se emplea frecuentemente la patata que forma parte de acompañamiento de platos como el puré de patata (Kartöflustappa), o las patatas caramelizadas (Brúnaðar kartöflur). Algunos tipos de coles como la lombarda, suelen comerse cocidas o curadas en vinagre (Rauðkál, lombarda fermentada en vinagre). Se puede encontrar a menudo platos que incluyen remolacha y ruibarbo.

### Lácteos
Se consume bebido muy frecuentemente un producto denominado skyr similar a un yogur, empleada a veces como postre junto con frutas.

## Platos
- Hákarl. Carne fermentada de tiburón. Comida muy popular en la festividad de St. Þorlákur el 23 de diciembre.
- Skata. Carne fermentada de raya.
- Graflax. Es un aperitivo de pescados ahumados servido antes de las comidas.
- hrútspungur. Un plato a base de testículos de carnero macerados.
- Þorramatur selección de distintos platos típicos islandeses consumidos durante la celebración de Þórrablott
- Fiskibollur. son una especie de albóndigas de pescado.

### Postres
Entre los postres más populares se distinguen el pancake (Pönnukökur) que se toman durante todo el año y el Slöngukaka que es un pastel elaborado de crema de chocolate.

## Bebidas
En el terreno de las bebidas no-alcohólicas se tiene café que es una bebida muy apreciada, se encuentra también el skyr que se parece al yogur pero es un producto lácteo, la leche de jengibre Engifermjólk. En el apartado de las bebidas alcohólicas se tiene un licor local denominado: brennivín que es un destilado de patata y aromatizado con alcaravea, los lugareños la denominan jocosamente La Muerte Negra.